# Liga Nacional de Futsal Argentina 2024
La Liga Nacional de Futsal Argentina 2024, fue la sexta edición de este certamen, organizado por la Asociación del Fútbol Argentino.
Fue disputada entre el 9 y el 15 de marzo de 2025. Participaron cuatro representantes del Consejo Federal y cuatro representantes de las competiciones organizadas por la AFA.
El certamen consagró campeón por primera vez a Pinocho, tras vencer por 5 a 1 a Barracas Central en la final, clasificando así al repechaje por un lugar en la Copa Libertadores 2025.

## Sistema de disputa
Los participantes fueron divididos en dos grupos de cuatro equipos cada uno, donde se enfrentaron bajo el sistema de todos contra todos a una rueda en campo de juego neutral. Los dos mejores de cada grupo avanzaron a semifinales, donde se enfrentaron a eliminación directa, a único partido en campo de juego neutral.

## Equipos participantes
| Equipo           | Localidad    | Vía de clasificación                                      |
| ---------------- | ------------ | --------------------------------------------------------- |
| 17 de Agosto     | Buenos Aires | Campeón del Torneo Único 2024                             |
| ADEFU            | Río Grande   | Ganador de la Fase Preliminar Provincial                  |
| Alborada         | Bariloche    | Ganador de la Fase Preliminar Provincial                  |
| Barracas Central | Buenos Aires | Campeón de la Liga Nacional 2023 y de la Copa de Oro 2024 |
| Camioneros       | Río Grande   | Ganador de la Fase Preliminar Provincial                  |
| Franja de Oro    | Buenos Aires | Campeón de la Copa Argentina 2024                         |
| Opción Joven     | Río Grande   | Ganador de la Fase Preliminar Provincial                  |
| Pinocho          | Buenos Aires | Subcampeón del Torneo Único 2024 y de la Copa de Oro 2024 |

## Fase de grupos

### Grupo A

#### Tabla de posiciones
| Equipo           | Pts. | PJ | PG | PE | PP | GF | GC | Dif. |
| ---------------- | ---- | -- | -- | -- | -- | -- | -- | ---- |
| Pinocho          | 7    | 3  | 2  | 1  | 0  | 8  | 5  | +3   |
| Barracas Central | 5    | 3  | 1  | 2  | 0  | 10 | 6  | +4   |
| Camioneros (RG)  | 3    | 3  | 1  | 0  | 2  | 3  | 7  | –4   |
| Opción Joven     | 1    | 3  | 0  | 1  | 2  | 5  | 8  | –3   |

|  | Clasificados a la fase final. |

#### Resultados
| Fecha       | Hora  | Local            | Resultado | Visitante        |
| ----------- | ----- | ---------------- | --------- | ---------------- |
| 9 de marzo  | 14:00 | Camioneros (RG)  | 2:1       | Opción Joven     |
| 9 de marzo  | 16:30 | Barracas Central | 3:3       | Pinocho          |
| 10 de marzo | 14:00 | Pinocho          | 3:1       | Opción Joven     |
| 10 de marzo | 16:30 | Barracas Central | 4:0       | Camioneros (RG)  |
| 11 de marzo | 14:00 | Pinocho          | 2:1       | Camioneros (RG)  |
| 11 de marzo | 16:30 | Opción Joven     | 3:3       | Barracas Central |

### Grupo B

#### Tabla de posiciones
| Equipo        | Pts. | PJ | PG | PE | PP | GF | GC | Dif. |
| ------------- | ---- | -- | -- | -- | -- | -- | -- | ---- |
| 17 de Agosto  | 9    | 3  | 3  | 0  | 0  | 13 | 5  | +8   |
| Franja de Oro | 6    | 3  | 2  | 0  | 1  | 18 | 5  | +13  |
| ADEFU         | 1    | 3  | 0  | 1  | 2  | 2  | 11 | –9   |
| Alborada      | 1    | 3  | 0  | 1  | 2  | 4  | 16 | –12  |

|  | Clasificados a la fase final. |

#### Resultados
| Fecha       | Hora  | Local         | Resultado | Visitante     |
| ----------- | ----- | ------------- | --------- | ------------- |
| 9 de marzo  | 19:00 | 17 de Agosto  | 5:3       | Franja de Oro |
| 9 de marzo  | 21:30 | Alborada      | 2:2       | ADEFU         |
| 10 de marzo | 19:00 | 17 de Agosto  | 4:2       | Alborada      |
| 10 de marzo | 21:30 | Franja de Oro | 5:0       | ADEFU         |
| 11 de marzo | 19:00 | Alborada      | 0:10      | Franja de Oro |
| 11 de marzo | 21:30 | ADEFU         | 0:4       | 17 de Agosto  |

## Fase final

### Cuadro de desarrollo
|  | Semifinales | Semifinales      | Semifinales      |                  |         | Final   | Final | Final |  |
|  |             |                  |                  |                  |         |         |       |       |  |
|  |             |                  |                  |                  |         |         |       |       |  |
|  | 1A          | Pinocho          | 7                |                  |         |         |       |       |  |
|  | 1A          | Pinocho          | 7                |                  |         |         |       |       |  |
|  | 2B          | Franja de Oro    | 0                |                  |         |         |       |       |  |
|  | 2B          | Franja de Oro    | 0                |                  | Pinocho | Pinocho | 5     |       |  |
|  |             |                  |                  |                  | Pinocho | Pinocho | 5     |       |  |
|  |             |                  | Barracas Central | Barracas Central | 1       |         |       |       |  |
|  | 1B          | 17 de Agosto     | Barracas Central | Barracas Central | 1       | 1       |       |       |  |
|  | 1B          | 17 de Agosto     |                  |                  |         | 1       |       |       |  |
|  | 2A          | Barracas Central | 2                |                  |         |         |       |       |  |
|  | 2A          | Barracas Central | 2                |                  |         |         |       |       |  |
|  |             |                  |                  |                  |         |         |       |       |  |

### Semifinales
| 13 de marzo | 17 de Agosto | 1:2 (0:2) | Barracas Central             | Polideportivo Roberto Pando, Buenos Aires |  |
| 18:30       | Suárez 37'   |           | 6' Valdebenito · 19' Ramírez |                                           |  |

| 13 de marzo | Pinocho                                                                          | 7:0 (3:0) | Franja de Oro | Polideportivo Roberto Pando, Buenos Aires |  |
| 21:00       | Legal 1' · Caso 9' · Llermanos 15', 29' · Montero 30' · Granda 30' · Defiore 34' |           |               |                                           |  |

### Final
| 15 de marzo | Pinocho                                                          | 5:1 (2:1) | Barracas Central | Polideportivo Roberto Pando, Buenos Aires |  |
| 20:30       | Legal 2' · Llermanos 10' · Montero 25' · Caso 35' · Steccato 38' |           | 11' Valdebenito  |                                           |  |

|                             |
|                             |
| Campeón Pinocho 1.er título |